# Euxoa manca
Euxoa manca är en fjärilsart som beskrevs av Benjamin 1936. Euxoa manca ingår i släktet Euxoa och familjen nattflyn. Inga underarter finns listade i Catalogue of Life.